# Juncus squarrosus
Juncus squarrosus é uma espécie de planta angiospérmica pertencente ao género dos juncos e nativa da Islândia, Europa e Marrocos.